# شبكة مستشفيات القدس الشرقية

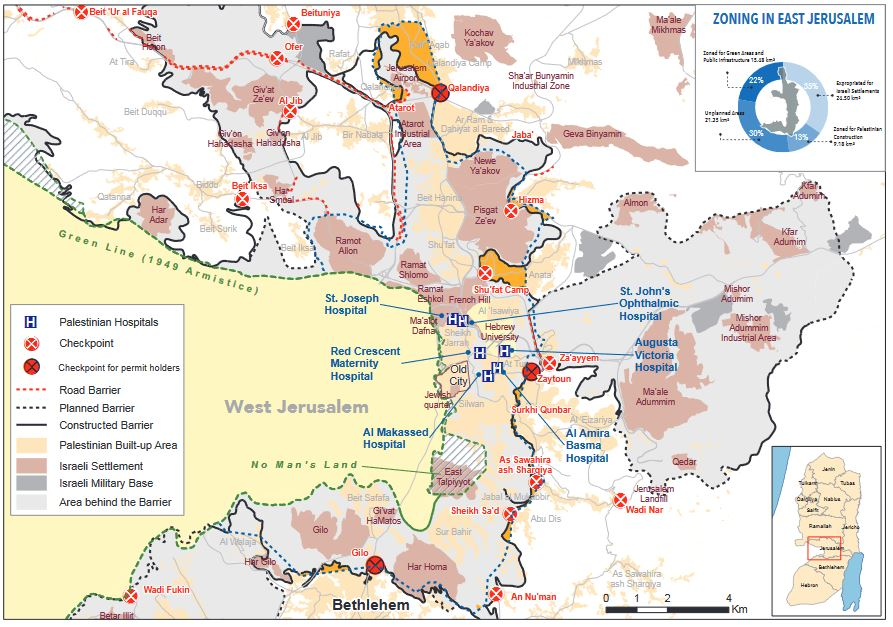
خارطة مواقع أعضاء شبكة مستشفيات القدس الشرقية

شبكة مستشفيات القدس الشرقية (بالإنجليزية: East Jerusalem Hospitals Network)‏ وتختصر "EJHN"، هي شبكة من المستشفيات الفلسطينية العاملة في الجزء الشرقي من العاصمة الفلسطينية القدس. تأسست الشبكة عام 1997 بدعم من السياسي الفلسطيني فيصل الحسيني. وتلعب دورًا هامًا في نظام الرعاية الصحية الفلسطيني في المدينة.

## الأعضاء
تتكون الشبكة من ست مستشفيات هي:
1. مستشفى المُطلع.
2. مستشفى جمعية المقاصد الخيرية الإسلامية.
3. مجموعة مستشفيات سان جون للعيون.
4. مستشفى جمعية الهلال الأحمر الفلسطيني.[4]
5. مركز الأميرة بسمة للأطفال ذوي الإعاقة.[5]
6. مستشفى مار يوسف/الفرنساوي.